# Irina Stankina
Irina Vasil'evna Stankina (in russo Ирина Васильевна Станкина?; Saransk, 25 marzo 1977) è un'ex marciatrice russa.
In carriera è stata campionessa mondiale di marcia 10 km a Göteborg 1995.

## Palmarès
| Anno | Manifestazione    | Sede     | Evento         | Risultato | Prestazione | Note                  |
| ---- | ----------------- | -------- | -------------- | --------- | ----------- | --------------------- |
| 1994 | Mondiali juniores | Lisbona  | Marcia 5000 m  | Oro       | 21'05"41    |                       |
| 1995 | Mondiali          | Göteborg | Marcia 10 km   | Oro       | 42'13"      | Record dei campionati |
| 1996 | Mondiali juniores | Sydney   | Marcia 5000 m  | Oro       | 21'31"85    |                       |
| 1996 | Giochi olimpici   | Atlanta  | Marcia 10 km   | dq        | dq          |                       |
| 1997 | Mondiali          | Atene    | Marcia 10000 m | dq        | dq          |                       |
| 1999 | Mondiali          | Siviglia | Marcia 20 km   | 17ª       | 1h35'42"    |                       |
| 2000 | Giochi olimpici   | Sydney   | Marcia 20 km   | dnf       | dnf         |                       |

## Altre competizioni internazionali
1997
- Oro in Coppa del mondo di marcia ( Poděbrady), marcia 10 km - 41'52"